# Macron lividus
Macron lividus är en snäckart som först beskrevs av Arthur Adams 1855.  Macron lividus ingår i släktet Macron och familjen Pseudolividae. Inga underarter finns listade i Catalogue of Life.